# Liste der Radrouten in Sachsen

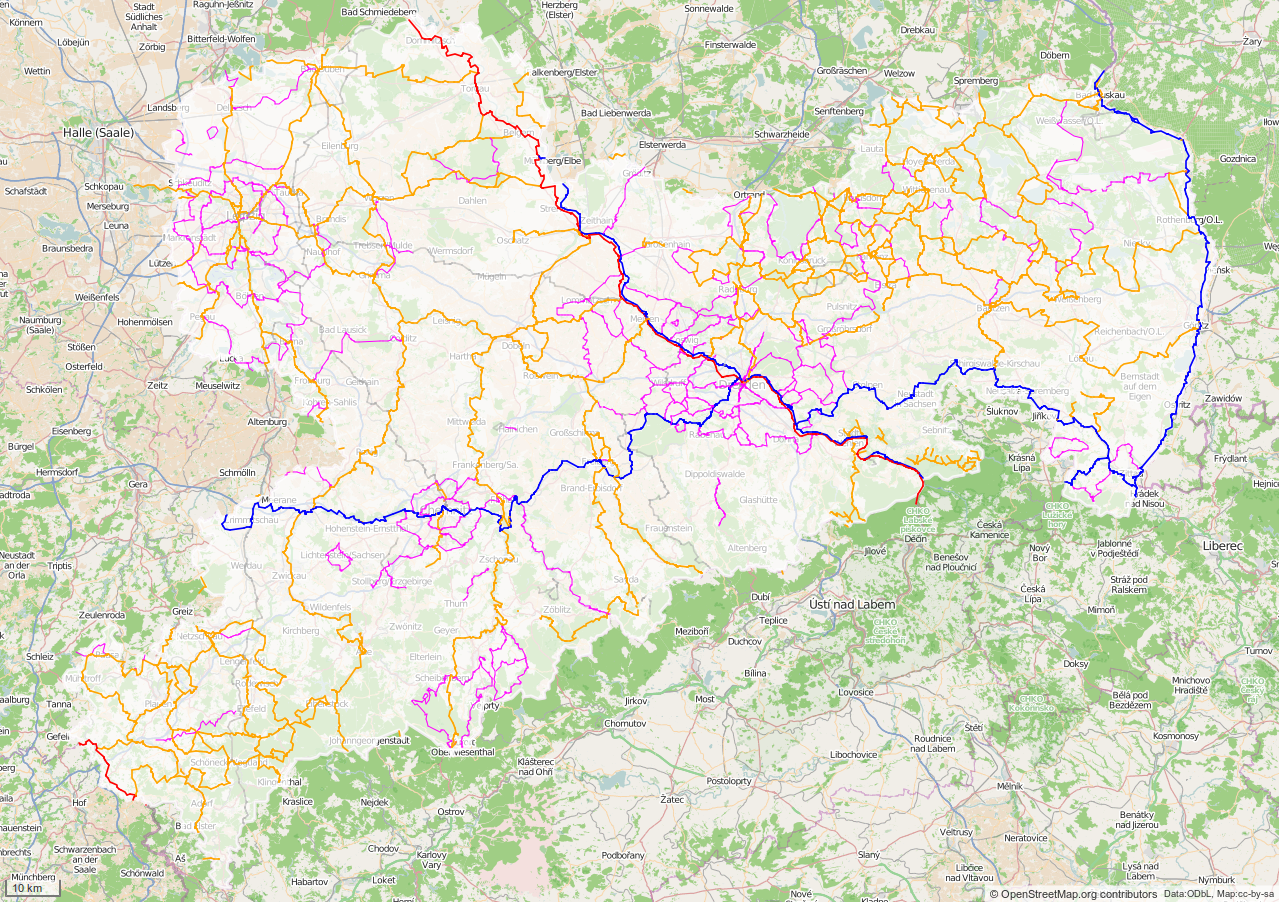
Radrouten Sachsens

In den wald- und wasserreichen Landschaften Sachsens werden seit 1990 zahlreiche touristische Radrouten konzipiert und auf bestehender oder neu- bzw. ausgebauter Infrastruktur umgesetzt. Sie werden auf zweckgewidmeten Wegen, zuweilen auch auf verkehrsarmen Verbindungsstraßen geführt. Vielenorts gehören umgenutzte Bahntrassen oder Verkehrswege der Agrar- und Forstwirtschaft zu den Streckenprofilen.

## Sachsens Radrouten
Sachsens Radrouten werden unter anderem nach rein innerstädtischen, regionalen und überregionalen, sowie nationalen und europäischen Radrouten unterschieden. Auf den letztgenannten wird Sachsen als Transitland durchquert, einige D-Netz-Routen zählen hierzu. Überregionale Routen zeichnen sich durch die Zusammenarbeit mehrerer Landkreise oder länderübergreifenden Arbeitsgemeinschaften aus. Rein innerstädtische Radrouten für den Alltagsverkehr werden hier nicht aufgeführt.
Für die Aufnahme einer Route in diese Liste sollte sie wahlweise in der Radverkehrskonzeption des Freistaats beschrieben werden oder über eine durchgängige Markierung vor Ort verfügen, die z. B. durch Vereine oder die zuständige Gemeinde gepflegt wird. Ergänzend zur Wegführung stellen oft Schautafeln entlang der Wegstrecke einen thematischen Bezug zur regionalen Geschichte her. Deren Ausgestaltung und Zustand kann ebenfalls als Aufnahmekriterium dienen. Für lokale Radrouten, deren Beschilderung sich noch im Entwurfs- oder Planungszustand befindet, sollte eine tatsächliche Umsetzung abgewartet werden.

### Topographische Merkmale
Anhand ihrer topographischen Merkmale werden Radrouten u. a. nach flussbegleitenden und flussverbindenden Radrouten, Kamm-, Heide- und Bahntrassen-Radrouten kategorisiert. Diese Sammelbegriffe liefern grobe Hinweise auf die Beschaffenheit des Höhenprofils. So ist bei flussbegleitenden Radrouten (kurz Flussradrouten) in der Regel weniger Auf- und Abstieg zu erwarten, als bei flussverbindenden, die eine Wasserscheide zwischen Flüssen queren.

### Untergliederung
Die Standardsortierung unterteilt die Liste in vier Abschnitte, beginnend mit den Fernradrouten (1). Der zweite Abschnitt listet Radrouten von überregionaler Bedeutung, die in den Nachbarländern weitergeführt werden (2). Zu diesen zählen auch einige regionale Hauptradrouten des SachsenNetz Rad, die im dritten Abschnitt folgen (3). Am Ende der Liste stehen regionale und lokale Radrouten, die nach Stand 2014/15 nicht in der gesamtsächsischen Radverkehrskonzeption erwähnt werden (4). Eine lexikographische Sortierung ist abschnittsübergreifend jeweils mit Klick auf die Spaltenköpfe möglich.

## Liste
| Logo | Name                                                                            | von                                                                         | Stationen (Auswahl) | bis | Länge (ca.)                                                                   | Bahntrasse     | Mindeststandards | Rundkurs | Lagekarte | Streckenprofil und Kommentare |
| ---- | ------------------------------------------------------------------------------- | --------------------------------------------------------------------------- | --- | --- | ----------------------------------------------------------------------------- | -------------- | ---------------- | -------- | --- | --- |
|      | Elberadweg (D10), Sonnen-Route (EV7)                                            | Sächsische Schweiz, Schöna                                                  | Bad Schandau ↔ Pirna ↔ Dresden ↔ Meißen ↔ Riesa ↔ Mühlberg ↔ Torgau | Dommitzsch, Greudnitz | 182 km (SN) 940 km (D) 1.300 km (EU)                                          |                | ★                | —        | Lagekarte unter https://cycling.waymarkedtrails.org/#route?type=relation&id=2599032 aufrufen · :Positionskarte der Radroute an der Elbe in Sachsen.svg                                        | familiengeeignet rechts- und linksufrige Streckenvarianten |
|      | Mulderadweg an der Freiberger Mulde                                             | (CZ: Moldava ↔) Teichhaus                                                   | Holzhau ↔ Freiberg ↔ Nossen ↔ Roßwein ↔ Döbeln ↔ Leisnig | Sermuth | 120 km                                                                        |                | ★                | —        | Lagekarte unter https://cycling.waymarkedtrails.org/#route?type=relation&id=39013 aufrufen · :Positionskarte der Radroute an der Freiberger Mulde in Sachsen.svg                              | |
|      | Mulderadweg an der Vereinten Mulde                                              | Sermuth                                                                     | Grimma ↔ Wurzen ↔ Eilenburg ↔ Bad Düben | Löbnitz (↔ ST: Pouch ↔ Bitterfeld ↔ Dessau)                                                                               | 84 km (SN) 132 km (D)                                                         |                | ★                | —        | Lagekarte unter https://cycling.waymarkedtrails.org/#route?type=relation&id=39014 aufrufen · :Positionskarte der Radroute an der Vereinten Mulde in Sachsen.svg                               | |
|      | Mulderadweg an der Zwickauer Mulde                                              | Vogtland, Schöneck                                                          | Morgenröthe-Rautenkranz ↔ Aue ↔ Eibenstock ↔ Zwickau ↔ Glauchau ↔ Penig ↔ Lunzenau ↔ Rochlitz ↔ Colditz | Sermuth | 155 km                                                                        | (teilweise)    | ★                | —        | Lagekarte unter https://cycling.waymarkedtrails.org/#route?type=relation&id=30259 aufrufen · :Positionskarte der Radroute an der Zwickauer Mulde in Sachsen.svg                               | |
|      | Spreeradweg                                                                     | Ebersbach-Neugersdorf                                                       | Neusalza-Spremberg ↔ Schirgiswalde-Kirschau ↔ Bautzen ↔ Doberschütz ↔ Malschwitz ↔ Neudorf ↔ Uhyst | Spremberg | 103 km (SN) 382 km (D)                                                        |                |                  | —        | Lagekarte unter https://cycling.waymarkedtrails.org/#route?type=relation&id=335272 aufrufen · :Positionskarte der Radroute Spreeradweg in Sachsen.svg                                         | |
|      | Oder-Neiße-Radweg (D12)                                                         | Zittau                                                                      | Ostritz ↔ Görlitz ↔ Rothenburg | Bad Muskau | 117 km (SN) 420 km (D)                                                        |                | ★                | —        | Lagekarte unter https://cycling.waymarkedtrails.org/#route?type=relation&id=2262138 aufrufen · :Positionskarte der Radroute D12 an der Lausitzer Neiße in Sachsen.svg                         | |
|      | Zschopautal-Radroute                                                            | Oberwiesenthal                                                              | Wolkenstein ↔ Zschopau ↔ Augustusburg ↔ Flöha ↔ Frankenberg ↔ Mittweida ↔ Kriebstein ↔ Waldheim | Technitz | 137 km                                                                        |                |                  | —        | Lagekarte unter https://cycling.waymarkedtrails.org/#route?type=relation&id=36553 aufrufen · :Positionskarte der Radroute an der Zschopau in Sachsen.svg                                      | |
|      | Sächsische Mittelgebirgsroute, Mittelland-Route (D4), Iron Curtain Trail (EV13) | Zittau                                                                      | Oybin ↔ Eibau ↔ Ebersbach-Neugersdorf ↔ Neusalza-Spremberg ↔ Schirgiswalde-Kirschau ↔ Neukirch ↔ Neustadt ↔ Sebnitz ↔ Bad Schandau ↔ Bad Gottleuba ↔ Altenberg ↔ Seiffen ↔ Olbernhau ↔ Marienberg ↔ Annaberg-Buchholz ↔ Aue ↔ Eibenstock ↔ Klingenthal ↔ Adorf | Plauen | 380 km                                                                        |                |                  | —        | Lagekarte unter https://cycling.waymarkedtrails.org/#route?type=relation&id=4193229 aufrufen · :Transparent.png                                                                               | gleicht - Spreeradweg für Eibau–Schirgiswalde - Mittellandroute (D4) für Neustadt–Zittau - Iron Curtain Trail (EV13) für Gutenfürst–Posseck in OSM nicht vollständig                                                                                                |
|      | Mittelland-Route (D4)                                                           | Crimmitschau                                                                | Chemnitz ↔ Freiberg ↔ Freital ↔ Dresden ↔ Heidenau ↔ Stolpen ↔ Neustadt ↔ Neukirch ↔ Schirgiswalde-Kirschau ↔ Neusalza-Spremberg ↔ Ebersbach-Neugersdorf ↔ Eibau | Zittau | 305 km (SN) 1.005 km (D)                                                      |                | ★                | —        | Lagekarte unter https://cycling.waymarkedtrails.org/#route?type=relation&id=545067 aufrufen · :Positionskarte der Radroute Mittellandroute (D4) in Sachsen.svg                                | kombiniert - Sächsische Städteroute - Radroute an der Silberstraße - Elberadweg (D10) - Elbe–Oberlausitz-Radroute - Sächsische Mittelgebirgsroute - Spreeradweg - Kulturroute (Westlausitz)                                                                         |
|      | Sächsische Städteroute, Mittelland-Route (D4)                                   | Görlitz                                                                     | Löbau ↔ Bautzen ↔ Kamenz ↔ Schönborn ↔ Ottendorf-Okrilla ↔ Radebeul ↔ Coswig ↔ Meißen ↔ Nossen ↔ Freiberg ↔ Oederan ↔ Falkenau ↔ Augustusburg ↔ Chemnitz ↔ Hohenstein-Ernstthal ↔ Glauchau | Crimmitschau | 333 km                                                                        |                |                  | —        | Lagekarte unter https://cycling.waymarkedtrails.org/#route?type=relation&id=2137043 aufrufen · :Positionskarte der Radroute Sächsische Städte in Sachsen.svg                                  | gleicht - Mittellandroute (D4) für Freiberg–Crimmitschau verknüpft - Thüringer Städtekette |
|      | Elsterradweg                                                                    | (CZ: Aš ↔) Bad Elster                                                       | Adorf ↔ Oelsnitz ↔ Plauen ↔ (TH: Cossengrün) ↔ Elsterberg ↔ (TH: Greiz ↔ Berga ↔ Gera ↔ ST: Zeitz ↔ Profen) ↔ Gatzen ↔ Pegau ↔ Leipzig | Wehlitz (↔ ST: Rübsen ↔ Halle (Saale))                                                                                    | 117,4 km (SN) 45,4 km (ST) 60,7 km (TH) 223,5 km (D) 12,5 km (CZ) 236 km (EU) |                |                  | —        | Lagekarte unter https://cycling.waymarkedtrails.org/#route?type=relation&id=5398309 aufrufen · :Positionskarte der Radroute an der Weißen Elster in Sachsen.svg                               | |
|      | Froschradweg                                                                    | Bernsdorf                                                                   | Wittichenau ↔ Hoyerswerda ↔ Neustadt/Spree ↔ Bad Muskau ↔ Rothenburg ↔ Niesky ↔ Thiemendorf ↔ Sproitz ↔ Thräna ↔ Hohe Dubrau ↔ Halbendorf ↔ Königswartha ↔ Biehla ↔ Schwepnitz | Bernsdorf | 270 km                                                                        |                |                  | ♺        | Lagekarte unter https://cycling.waymarkedtrails.org/#route?type=relation&id=15626 aufrufen · :Positionskarte der Radroute Froschradweg in Sachsen.svg                                         | |
|      |                                                                                 |                                                                             | | |                                                                               |                |                  |          | | |
|      | KAMMtour                                                                        | Altenberg (Erzgebirge)                                                      | | Schöneck/Vogtl. | 200 km                                                                        |                |                  | —        | | |
|      | Karlsroute                                                                      | Aue                                                                         | Blauenthal ↔ Wildenthal | Oberwildenthal (↔ CZ: Nové Hamry ↔ Nejdek ↔ Nová Role ↔ Stará Role ↔ Karlovy Vary)                                        | 25 km (SN) 35 km (CZ)                                                         | (teilweise)    |                  | —        | Lagekarte unter https://cycling.waymarkedtrails.org/#route?type=relation&id=3133006 aufrufen · :Positionskarte der Radroute Karlsroute in Sachsen.svg                                         | Zusätzliche 100 km auf vier Nebenrouten |
|      | Neißeland-Tour                                                                  | Niesky                                                                      | Rothenburg ↔ Rietschen ↔ Reichwalde ↔ Kreba ↔ Hohendubrau ↔ Reichenbach ↔ Königshain | Niesky | 150 km                                                                        |                |                  | ♺        | | Radwanderwege, wenig befahrene Straßen |
|      | Euregio Egrensis                                                                | (CZ: Ostrov ↔ BY: Marktredwitz ↔ Marktschorgast ↔ TH: Greiz ↔) Mylau        | Reichenbach ↔ Plauen ↔ Schöneck ↔ Eibenstock | Johanngeorgenstadt (↔ CZ: Ostrov)                                                                                         | 116 km (SN) 529 km (EU)                                                       |                |                  | ♺        | Lagekarte unter https://cycling.waymarkedtrails.org/#route?type=relation&id=1602926 aufrufen · :Positionskarte der Radroute Euregio Egrensis in Sachsen.svg                                   | in OSM nicht vollständig |
|      | Iron Curtain Trail (EV13), Grünes Band Deutschland                              | Grobau                                                                      | Gutenfürst ↔ Heinersgrün ↔ Blosenberg ↔ Wiedersberg ↔ Loddenreuth ↔ Sachsgrün ↔ Gassenreuth | Posseck | 25 km (SN) 1.511 km (D) 7.650 km (EU)                                         |                |                  | —        | Lagekarte unter https://cycling.waymarkedtrails.org/#route?type=relation&id=4851311 aufrufen · :Positionskarte der Radroute Iron Curtain Trail (EV13) in Sachsen.svg                          | gleicht - Sächsischer Mittelgebirgsroute für Gutenfürst–Posseck |
|      | Fürst-Pückler-Weg                                                               | (BB: Luckau ↔ Cottbus ↔ Forst ↔) Köbeln                                     | Bad Muskau ↔ Gablenz ↔ Schleife ↔ (BB: Lieskau ↔ Spremberg ↔ Welzow ↔ Lieske) ↔ Klein Partwitz | Geierswalde (↔ BB: Senftenberg ↔ Bad Liebenwerda ↔ Großräschen ↔ Luckau)                                                  | 36 km (SN) 472 km (BB)                                                        |                |                  | ♺        | Lagekarte unter https://cycling.waymarkedtrails.org/#route?type=relation&id=15628 aufrufen · :Positionskarte der Radroute Fürst-Pückler-Weg in Sachsen.svg                                    | gleicht - Froschradweg für Schleife–Gablenz - Oder-Neiße-Radweg (D12) für Bad Muskau–Köbeln |
|      |                                                                                 |                                                                             | | |                                                                               |                |                  |          | | |
|      | Kohle-Dampf-Licht-Radroute                                                      | (ST: Wittenberg ↔ Bitterfeld ↔) Delitzsch                                   | Werbeliner See ↔ Leipzig ↔ Cospudener See | Markkleeberg | 45 km (SN) 110 km (D)                                                         |                |                  | —        | Lagekarte unter http://www.openstreetmap.org/relation/124889 aufrufen · :Positionskarte der Radroute Kohle-Dampf-Licht in Sachsen.svg                                                         | verknüpft - Elsterradweg - Pleiße-Radweg - Neuseenland-Radroute - Leipzig–Elbe-Radroute - Parthe–Mulde-Radroute - Radroute Berlin–Leipzig - Grüne Ringe Leipzigs Äußerer Grüner Ring Innerer Grüner Ring                                                            |
|      | Neuseenland-Radroute                                                            | Leipziger Neuseenland                                                       | Markkleeberg ↔ Cospudener See ↔ Zwenkauer See ↔ Pegau ↔ Groitzsch ↔ Lucka ↔ Haselbacher See ↔ Regis-Breitingen ↔ Deutzen ↔ Speicher Borna ↔ Borna ↔ Speicher Witznitz ↔ Kitzscher ↔ Störmthaler See ↔ Markkleeberger See | Leipziger Neuseenland | 100 km                                                                        |                |                  | ♺        | Lagekarte unter http://www.openstreetmap.org/relation/48016 aufrufen · :Positionskarte der Radroute Neuseenland in Sachsen.svg                                                                | verknüpft - Pleiße-Radweg - Elsterradweg - Kohle-Dampf-Licht-Radroute - Grüne Ringe Leipzigs Äußerer Grüner Ring Innerer Grüner Ring |
|      | Altenburg–Colditz-Radroute                                                      | (TH: Altenburg ↔) Dolsenhain                                                | Gnandstein ↔ Kohren-Sahlis ↔ Frohburg ↔ Bad Lausick | Colditz | 40 km (SN) 10 km (TH) 50 km (D)                                               | (teilweise)    |                  | —        | Lagekarte unter http://www.openstreetmap.org/relation/392942 aufrufen · :Positionskarte der Radroute Altenburg–Colditz in Sachsen.svg                                                         | |
|      | Floßkanalroute                                                                  | Riesa, Grödel                                                               | Koselitz ↔ Gröditz | Elsterwerda | 18 km (SN) 26 km (D)                                                          |                |                  | —        | Lagekarte unter http://www.openstreetmap.org/relation/1069610 aufrufen · :Positionskarte der Radroute am Elsterwerda-Grödel-Floßkanal in Sachsen.svg                                          | verknüpft - Elberadweg (D10) - Schwarze-Elster-Radweg |
|      | Mulde–Elbe-Radroute, Mulde–Elbe-Radweg, Mulde–Elbe-Weg                          | Trebsen                                                                     | Wermsdorf ↔ Oschatz | Strehla | 46 km                                                                         | (teilweise)    |                  | —        | Lagekarte unter http://www.openstreetmap.org/relation/544085 aufrufen · :Positionskarte der Radroute Mulde–Elbe in Sachsen.svg                                                                | verknüpft - Elberadweg (D10) - Mulderadweg an der Vereinten Mulde - Parthe–Mulde-Radroute |
|      | Jahnatal-Radroute                                                               | Mochau, Großsteinbach                                                       | Baderitz ↔ Ostrau ↔ Stauchitz | Riesa | 35 km                                                                         |                |                  | —        | Lagekarte unter http://www.openstreetmap.org/relation/215154 aufrufen · :Transparent.png | familiengeeignet |
|      | Dahlener-Heide-Radroute                                                         | Dahlener Heide                                                              | Bennewitz ↔ Taura ↔ Schildau ↔ Kobershain ↔ Hohburg ↔ Kühnitzsch ↔ Falkenhain ↔ Frauwalde ↔ Ochsensaal ↔ Sitzenroda ↔ Schildau | Dahlener Heide | 49 km                                                                         |                |                  | ♺        | Lagekarte unter http://www.openstreetmap.org/relation/285459 aufrufen · :Transparent.png | verknüpft - Elberadweg (D10) - Leipzig-Elbe-Radroute - Rundweg Dahlener Heide |
|      | Radroute an der Silberstraße, Mittelland-Route (D4)                             | Zwickau                                                                     | Silberstraße ↔ Aue ↔ Schwarzenberg ↔ Annaberg-Buchholz ↔ Marienberg ↔ Olbernhau ↔ Seiffen ↔ Freiberg ↔ Freital | Dresden | 226 km                                                                        |                |                  | —        | Lagekarte unter http://www.openstreetmap.org/relation/115309 aufrufen · :Transparent.png | gleicht - Mulderadweg an der Zwickauer Mulde für Zwickau–Aue - Mittellandroute (D4) für Freiberg–Dresden in OSM nicht vollständig |
|      | Radroute Eibenstock–Silberstraße                                                | Eibenstock                                                                  | Kirchberg ↔ Wilkau-Haßlau | Silberstraße | 39 km                                                                         |                |                  | —        | | verknüpft - Sächsische Mittelgebirgsroute - Radroute an der Silberstraße - Mulderadweg an der Zwickauer Mulde in OSM nicht vorhanden |
|      | Radroute Mulde–Lichtenstein–Glauchau                                            | Hartenstein                                                                 | Neuwiese ↔ Oelsnitz ↔ Hohndorf ↔ Lichtenstein ↔ St. Egidien ↔ Niederlungwitz | Glauchau | 40 km                                                                         |                |                  | —        | Lagekarte unter http://www.openstreetmap.org/relation/4169286 aufrufen · :Transparent.png | verknüpft - Mittellandroute (D4) - Sächsische Städteroute - Floezradweg - Würschnitztal-Radroute - Radroute an der Silberstraße - Mulderadweg an der Zwickauer Mulde in OSM nicht vollständig                                                                       |
|      | Radroute Chemnitz–Karlsbad                                                      | Chemnitz                                                                    | Markersdorf ↔ Klaffenbach ↔ Brünlos ↔ Zwönitz ↔ Grünhain-Beierfeld ↔ Schwarzenberg ↔ Antonsthal ↔ Carolathal ↔ Breitenbrunn ↔ Erlabrunn | Johanngeorgenstadt (↔ CZ: Karlovy Vary)                                                                                   | 68 km (SN)                                                                    | (teilweise)    |                  | —        | Lagekarte unter http://www.openstreetmap.org/relation/1526460 aufrufen · :Transparent.png | verknüpft - Chemnitztalradweg - Würschnitztal-Radroute - Radroute an der Silberstraße - Sächsische Mittelgebirgsroute - Euregio Egrensis |
|      | Chemnitztalradweg                                                               | Altzschillen                                                                | Taura ↔ Chemnitz ↔ Gelenau ↔ Thum ↔ Ehrenfriedersdorf ↔ Geyer | Tannenberg | 68 km                                                                         | (teilweise)    |                  | —        | Lagekarte unter http://www.openstreetmap.org/relation/3538522 aufrufen · :Transparent.png | verknüpft - Mulderadweg an der Zwickauer Mulde - Mittellandroute (D4) - Sächsische Städteroute - Zschopautal-Radroute in OSM nicht vollständig |
|      | Chemnitz–Zschopautal-Radweg                                                     | Chemnitz                                                                    | Hilbersdorf ↔ Ebersdorf | Lichtenwalde | 13 km                                                                         |                |                  | —        | Lagekarte unter http://www.openstreetmap.org/relation/1676479 aufrufen · :Transparent.png | verknüpft - Chemnitztalradweg - Zschopautal-Radroute |
|      | Flöhatalradweg                                                                  | Deutschgeorgenthal                                                          | Talsperre Rauschenbach ↔ Neuhausen ↔ Olbernhau ↔ Talsperre Saidenbach ↔ Schloss Rauenstein ↔ Grünhainichen ↔ Schellenberg ↔ Falkenau | Flöha | 65 km                                                                         |                |                  | —        | Lagekarte unter http://www.openstreetmap.org/relation/36563 aufrufen · :Positionskarte der Radroute an der Flöha in Sachsen.svg                                                               | verknüpft - Mittellandroute (D4) - Sächsische Städteroute - Sächsische Mittelgebirgsroute - Talsperrentour |
|      | Pillnitz–Städteroute                                                            | Pillnitz                                                                    | Schönfeld ↔ Weißig ↔ Ullersdorf ↔ Radeberg ↔ Liegau-Augustusbad | Schönborn | 22 km                                                                         |                |                  | —        | Lagekarte unter http://www.openstreetmap.org/relation/2274168 aufrufen · :Transparent.png | verknüpft - Elberadweg (D10) - Dresden–Bastei-Radroute - Radweg Schönfelder Hochland - Röderradroute |
|      | Produktroute (Westlausitz)                                                      | Arnsdorf                                                                    | Wallroda ↔ Großröhrsdorf ↔ Pulsnitz ↔ Steina ↔ Elstra ↔ Rammenau | Bischofswerda | 62 km                                                                         |                |                  | —        | Lagekarte unter http://www.openstreetmap.org/relation/2274168 aufrufen · :Transparent.png | verknüpft - Schwarze-Elster-Radweg - Kulturroute (Westlausitz) |
|      | Radroute Meißen–Osterzgebirge                                                   | Meißen                                                                      | Zehren ↔ Lommatzscher Pflege ↔ Klipphausen ↔ Wilsdruff ↔ Helbigsdorf ↔ Mohorn ↔ Oberdittmannsdorf ↔ Colmnitz ↔ Pretzschendorf ↔ Burkersdorf ↔ Frauenstein ↔ Gimmlitztal | Neuhermsdorf | 111 km                                                                        | (teilweise)    |                  | —        | Lagekarte unter http://www.openstreetmap.org/relation/907509 aufrufen · :Positionskarte der Radroute Meißen–Osterzgebirge in Sachsen.svg                                                      | verknüpft - Elberadweg (D10) - Meißner 8 - Wilsdruffer Netz - Saubachtal-Salzstraße-Radroute - Mittellandroute (D4) - Radroute an der Silberstraße - Sächsische Mittelgebirgsroute Markierung vor Ort unvollständig                                                 |
|      | Leipzig–Elbe-Radroute                                                           | Leipzig                                                                     | Brandis ↔ Wurzen ↔ Falkenhain ↔ Cavertitz | Schirmenitz | 81 km                                                                         |                |                  | —        | Lagekarte unter http://www.openstreetmap.org/relation/35779 aufrufen · :Positionskarte der Radroute Leipzig–Elbe in Sachsen.svg                                                               | |
|      | Elbe–Städteroute                                                                | Sörnewitz                                                                   | Niederau ↔ Neuer Anbau ↔ Schloss Moritzburg ↔ Cunnertswalde | Volkersdorf | 26 km                                                                         |                |                  | —        | Lagekarte unter http://www.openstreetmap.org/relation/14486852 aufrufen · :Transparent.png | verknüpft - Elberadweg (D10) - Saubachtal-Salzstraße-Radroute - Sächsische Städteroute - Radroute Berlin–Dresden Markierung vor Ort unvollständig |
|      | Radroute Altenberg–Freital                                                      | Freital                                                                     | Höckendorf ↔ Talsperre Malter ↔ Dippoldiswalde ↔ Reichstädt ↔ Obercarsdorf ↔ Sadisdorf ↔ Hennersdorf ↔ Ammelsdorf ↔ Seyde | Neuhermsdorf | 40 km                                                                         |                |                  | —        | Lagekarte unter http://www.openstreetmap.org/relation/12915348 aufrufen · :Transparent.png | |
|      | Röderradroute                                                                   | Röderbrunn                                                                  | Hermsdorf ↔ Medingen ↔ Radeburg ↔ Rödern ↔ Großenhainer Pflege ↔ Skassa ↔ Wildenhain ↔ Zabeltitz ↔ Koselitz ↔ Spansberg | Schweinfurth (↔ BB: Kosilenzien)                                                                                          | 104 km                                                                        |                |                  | —        | Lagekarte unter http://www.openstreetmap.org/relation/3285334 aufrufen · :Positionskarte der Radroute an der Großen Röder in Sachsen.svg                                                      | verknüpft - Heidebogen-Rundweg - Zille-Radweg |
|      | Radroute Oberlausitzer Umgebindehäuser                                          | Rodewitz                                                                    | Cunewalde ↔ Löbau ↔ Niedercunnersdorf ↔ Obercunnersdorf ↔ Kottmarsdorf ↔ Neugersdorf ↔ Seifhennersdorf ↔ Leutersdorf ↔ Eibau ↔ Oderwitz ↔ Hainewalde ↔ Großschönau ↔ Waltersdorf ↔ Jonsdorf ↔ Bertsdorf-Hörnitz | Zittau | 108 km                                                                        | (teilweise)    |                  | —        | Lagekarte unter http://www.openstreetmap.org/relation/1427523 aufrufen · :Transparent.png | in OSM nicht vollständig |
|      | Tour Brandenburg                                                                | (BB ↔) Lausitzer Seenland                                                   | Blunoer Südsee ↔ Klein Partwitz ↔ Partwitzer See ↔ Geierswalde ↔ Geierswalder See | Lausitzer Seenland (↔ BB)                                                                                                 | 13 km (SN) 1.111 km (D)                                                       |                |                  | ♺        | Lagekarte unter http://www.openstreetmap.org/relation/9889604 aufrufen · :Transparent.png | in OSM als Teil von Tour Brandenburg Etappe 13 |
|      | Parthe–Mulde-Radroute                                                           | Leipzig                                                                     | Taucha | Grimma | 56 km                                                                         |                |                  | —        | Lagekarte unter http://www.openstreetmap.org/relation/13068 aufrufen · :Positionskarte der Radroute Parthe–Mulde in Sachsen.svg                                                               | |
|      | Radroute Zwickau–Greiz                                                          | Zwickau                                                                     | Lichtentanne ↔ Steinpleis | Leubnitz (↔ TH: Greiz) | 26 km                                                                         |                |                  | —        | | in OSM nicht vorhanden |
|      | Thermalbadroute                                                                 | Oberwiesenthal                                                              | Unterwiesenthal ↔ Bärenstein ↔ Kleinrückerswalde ↔ Annaberg ↔ Königswalde ↔ Mildenau | Thermalbad Wiesenbad | 45 km                                                                         |                |                  | —        | | verknüpft - Zschopautal-Radroute - Sächsische Mittelgebirgsroute in OSM nicht vorhanden |
|      | Striegistal-Radroute                                                            | Brand-Erbisdorf                                                             | Oberschöna ↔ Mobendorf ↔ Hainichen ↔ Niederstriegis | Roßwein | 45 km                                                                         | (teilweise)    |                  | —        | | verknüpft - Radroute an der Silberstraße - Mittellandroute (D4) - Sächsische Städteroute - Radroute an der Freiberger Mulde Markierung vor Ort unvollständig |
|      | Torgische Radroute                                                              | Delitzsch                                                                   | Bad Düben | Torgau | 66 km                                                                         |                |                  | —        | Lagekarte unter http://www.openstreetmap.org/relation/269607 aufrufen · :Positionskarte der Radroute Torgischer Weg in Sachsen.svg                                                            | |
|      | Elster–Saale-Radwanderweg                                                       | Leipzig                                                                     | Plagwitz ↔ Lausen ↔ Göhrenz ↔ Seebenisch | Räpitz (↔ ST: Lützen ↔ Röcken ↔ Pörsten ↔ Weißenfels)                                                                     | 20 km (SN) 18 km (ST) 38 km (D)                                               | (teilweise)    |                  | —        | Lagekarte unter http://www.openstreetmap.org/relation/61448 aufrufen · :Positionskarte der Radroute Elster–Saale in Sachsen.svg                                                               | Markierung vor Ort fehlt von Leipzig-Lausen bis Leipzig-Hbf |
|      | Napoleonroute                                                                   | Stolpen                                                                     | Hohburkersdorf | Rathmannsdorf | 17 km                                                                         |                |                  | —        | Lagekarte unter http://www.openstreetmap.org/relation/13128169 aufrufen · :Transparent.png | verknüpft - Elberadweg (D10) - Radroute Elbe–Oberlausitz - Sächsische Städteroute - Kulturroute (Westlausitz) |
|      | Dresden–Bastei-Radroute                                                         | Schönfeld                                                                   | Schullwitz ↔ Wünschendorf ↔ Porschendorf ↔ Lohmen | Rathen, Bastei | 21 km                                                                         | (größtenteils) |                  | —        | Lagekarte unter http://www.openstreetmap.org/relation/12793861 aufrufen · :Transparent.png | gleicht - Radweg Schönfelder Hochland für Schönfeld–Porschendorf verknüpft - Pillnitz–Städteroute - Radroute Elbe–Oberlausitz - Sächsische Städteroute - Elberadweg (D10) in OSM nicht vollständig                                                                  |
|      | Historische Poststraße                                                          | Pirna                                                                       | Zuschendorf ↔ Seidewitztal ↔ Niederseidewitz ↔ Nentmannsdorf ↔ Bahretal ↔ Liebstadt ↔ Börnersdorf ↔ Breitenau ↔ Fürstenwalde ↔ Müglitz | Gottgetreu | 30 km                                                                         |                |                  | —        | Lagekarte unter http://www.openstreetmap.org/relation/13190792 aufrufen · :Transparent.png | gleicht - Radroute Hohe Straße für Zuschendorf–Liebstadt - Sächsischer Mittelgebirgsroute für Breitenau–Gottgetreu verknüpft - Radroute Malter–Kreischa–Pirna in OSM nicht vollständig                                                                              |
|      | Elster–Röder-Radroute                                                           | (BB: Schwarze Elster ↔ Plessa ↔ Gröden ↔ Pfeifholz ↔) Treugeböhla           | Zabeltitz ↔ Bauda | Wildenhain | 15 km (SN)                                                                    |                |                  | —        | | in OSM nicht vorhanden |
|      | Döbeln–Elbe-Radroute, Elbe–Mulde-Radweg, Elbe–Mulde-Weg                         | Döbeln, Großbauchlitz                                                       | Lommatzscher Pflege | Zehren | 29 km                                                                         | (teilweise)    |                  | —        | Lagekarte unter https://cycling.waymarkedtrails.org/#route?type=relation&id=5398308 aufrufen · :Positionskarte der Radroute Döbeln–Elbe in Sachsen.svg                                        | kombiniert - Schmalspurbahnweg „Rübenbahn“ bei Döbeln-Gärtitz verknüpft - Elberadweg (D10) - Mulderadweg an der Freiberger Mulde - Jahnatal-Radroute |
|      | Tissaer-Wände–Bastei-Radroute                                                   | (CZ: Tisá ↔ Tyssaer Wände ↔ Peterswald ↔) Hellendorf                        | Bad Gottleuba ↔ Gottleubatal ↔ Berggießhübel ↔ Neundorf ↔ Rottwerndorf ↔ Pirna ↔ Mockethal ↔ Lohmen | Rathen, Bastei | 39 km (SN)                                                                    |                |                  | —        | | |
|      | Sorbische-Impressionen-Radroute                                                 | Panschwitz-Kuckau, Kloster St. Marienstern                                  | Crostwitz ↔ Räckelwitz ↔ Zerna ↔ Laske ↔ Ralbitz ↔ Eutrich ↔ Neschwitz ↔ Luga ↔ Radibor ↔ Luttowitz ↔ Talsperre Bautzen ↔ Niedergurig ↔ Malschwitz ↔ Brösa ↔ Lömischau | Wartha | 49 km                                                                         |                |                  | —        | Lagekarte unter https://cycling.waymarkedtrails.org/#route?type=relation&id=2405077 aufrufen · :Positionskarte der Radroute Sorbische Impressionen in Sachsen.svg                             | gleicht - Krabatradweg für Panschwitz-Kuckau–Eutrich - Froschradweg für Laske–Eutrich - Spreeradweg für Niedergurig–Wartha - Rundweg Sorbische Impressionen für Malschwitz–Wartha                                                                                   |
|      | Krabat-Radweg                                                                   | Groß Särchen                                                                | Rachlau ↔ Kotten ↔ Wittichenau ↔ Dubringer Moor ↔ Bröthen/Michalken ↔ Schwarzkollm ↔ Neukollm ↔ Zeißholz ↔ Weißig ↔ Deutschbaselitz ↔ Kamenz ↔ Nebelschütz ↔ Wendischbaselitz ↔ Dürrwicknitz ↔ Panschwitz-Kuckau ↔ Crostwitz ↔ Räckelwitz ↔ Zerna ↔ Laske ↔ Ralbitz ↔ Eutrich ↔ Truppen ↔ Commerau ↔ Wartha | Groß Särchen | 93 km                                                                         |                |                  | ♺        | Lagekarte unter https://cycling.waymarkedtrails.org/#route?type=relation&id=60989 aufrufen · :Transparent.png                                                                                 | verknüpft - Froschradweg - Schwarze-Elster-Radweg - Krabat (Sage) |
|      | Königsbrücker-Heide-Radroute                                                    | Königsbrücker Heide                                                         | Königsbrück ↔ Schmorkau ↔ Schwepnitz ↔ Cosel ↔ Zeisholz ↔ (BB: Kroppen) ↔ Naundorf ↔ Lüttichau ↔ Röhrsdorf ↔ Glauschnitz ↔ Stenz | Königsbrücker Heide | 47 km (SN) 4 km (BB) 51 km (D)                                                |                |                  | ♺        | Lagekarte unter https://cycling.waymarkedtrails.org/#route?type=relation&id=146785 aufrufen · :Transparent.png                                                                                | gleicht - Heidebogen-Rundweg für Cosel–Kroppen |
|      | Seenlandroute                                                                   | Lausitzer Seenland                                                          | Scheibe-See ↔ Knappensee ↔ Mortkasee ↔ Silbersee ↔ Dreiweiberner See ↔ Uhyst ↔ Bärwalder See ↔ Boxberg ↔ Neustadt/Spree ↔ (BB: Trattendorf) ↔ Spreetaler See ↔ Sabrodter See ↔ Blunoer Südsee ↔ Partwitzer See ↔ (BB: Sedlitzer See ↔ Großräschener See ↔ Senftenberger See) ↔ Geierswalder See ↔ Hoyerswerda | Lausitzer Seenland | 135,8 km (SN) 47,2 km (BB) 183 km (D)                                         |                |                  | ♺        | Lagekarte unter https://cycling.waymarkedtrails.org/#route?type=relation&id=2990263 aufrufen · :Transparent.png                                                                               | |
|      | Kreisbahnradweg                                                                 | Görlitz                                                                     | Ebersbach ↔ Königshain | Thiemendorf | 14 km                                                                         | (großenteils)  |                  | —        | Lagekarte unter https://cycling.waymarkedtrails.org/#route?type=relation&id=4855686 aufrufen · :Transparent.png                                                                               | verknüpft - Oder-Neiße-Radweg - Sächsische Städteroute - Froschradweg |
|      | Kulturroute (Westlausitz)                                                       | Stolpen                                                                     | Großharthau ↔ Bischofswerda ↔ Rammenau ↔ Elstra ↔ Ohorn ↔ Pulsnitz ↔ Lichtenberg ↔ Wachau | Seifersdorf | 56 km                                                                         |                |                  | —        | Lagekarte unter http://www.openstreetmap.org/relation/2274168 aufrufen · :Transparent.png | verknüpft - Mittellandroute (D4) - Radroute Elbe–Oberlausitz - Napoleonroute - Produktroute (Westlausitz) |
|      | Wolfsradweg                                                                     | Steinbach                                                                   | Boxberg ↔ Kraftwerk Boxberg ↔ Tagebau Nochten ↔ Weißwasser | Kromlau | 69 km (SN)                                                                    |                |                  | —        | Lagekarte unter https://cycling.waymarkedtrails.org/#route?type=relation&id=28325 aufrufen · :Transparent.png                                                                                 | gleicht - Hermannsdorfer Radweg für Nochten–Kromlau verknüpft - Oder-Neiße-Radweg (D12) - Froschradweg - Spreeradweg - Seenlandroute |
|      | Saubachtal-Salzstraße-Radroute                                                  | Klipphausen                                                                 | Kleinschönberg ↔ Constappel ↔ Coswig ↔ Neuer Anbau ↔ Bärwalde | Radeburg | 32 km                                                                         |                |                  | —        | Lagekarte unter https://cycling.waymarkedtrails.org/#route?type=relation&id=5244029 aufrufen · :Transparent.png                                                                               | gleicht - Meißner 8 für Klipphausen–Constappel (Saubachtal) - Zille-Radweg für Coswig–Radeburg (Salzstraße) verknüpft - Radroute Meißen–Osterzgebirge - Elberadweg (D10) - Röderradroute                                                                            |
|      | Musikantenradweg                                                                | Musikwinkel                                                                 | Erlbach ↔ Klingenthal ↔ Talsperre Muldenberg ↔ Schöneck ↔ Mühlental ↔ Markneukirchen ↔ Adorf ↔ Bad Elster ↔ Bad Brambach | Musikwinkel | 108 km                                                                        |                |                  | ♺        | | verknüpft - Euregio Egrensis - Sächsische Mittelgebirgsroute - Göltzschtalradweg in OSM nicht vorhanden |
|      | Radroute Malter–Kreischa–Pirna                                                  | Pirna                                                                       | Kreischa ↔ Talsperre Malter | Malter | 33 km                                                                         |                |                  | —        | | in OSM nicht vorhanden |
|      | Niederlausitzer Bergbautour, Hoyerswerdaer Runde                                | (BB: Niederlausitz ↔ Spremberg ↔) Zerre                                     | Burg ↔ Hoyerswerda ↔ Knappensee ↔ Mortkasee ↔ Silbersee ↔ Dreiweiberner See ↔ Scheibe-See ↔ Burg | Zerre (↔ BB: Spremberg ↔ Niederlausitz)                                                                                   | 42 km (SN) 510 km (D)                                                         |                |                  | ♺        | Lagekarte unter https://cycling.waymarkedtrails.org/#route?type=relation&id=3301703 aufrufen · :Transparent.png                                                                               | verknüpft - Hauptroute der Bergbautour in Brandenburg - Froschradweg - Seenlandroute |
|      | Rübezahlradweg                                                                  | (PL: Chełmsko Śląskie ↔ CZ: Nové Město pod Smrkem ↔ PL: Bogatynia ↔) Zittau | Großschönau ↔ (CZ: Dolní Podluží ↔ Mikulášovice) ↔ Hinterhermsdorf ↔ Kirnitzschtal | Postelwitz | 49 km (SN) 250 km (EU)                                                        |                |                  | —        | Lagekarte unter https://cycling.waymarkedtrails.org/#route?type=relation&id=161072 aufrufen · :Transparent.png                                                                                | verknüpft - Oder-Neiße-Radweg (D12) - Sächsische Mittelgebirgsroute - Elberadweg (D10) in OSM nicht vollständig |
|      | Radroute Elbe–Oberlausitz                                                       | Birkwitz                                                                    | Porschendorf ↔ Dürrröhrsdorf ↔ Stolpen ↔ Neustadt | Berthelsdorf | 43 km                                                                         |                |                  | —        | | gleicht - Mittellandroute (D4) für Birkwitz–Berthelsdorf verknüpft - Elberadweg (D10) - Sächsische Mittelgebirgsroute - Kulturroute (Westlausitz) |
|      | Radroute Hohe Straße                                                            | Pirna                                                                       | Zehista ↔ Zuschendorf ↔ Niederseidewitz ↔ Nentmannsdorf ↔ Liebstadt ↔ Berthelsdorf ↔ Döbra ↔ Börnchen | Liebenau | 30 km                                                                         |                |                  | —        | | gleicht - Historischer Poststraße für Zuschendorf–Liebstadt verknüpft - Elberadweg (D10) in OSM nicht vorhanden |
|      | Radroute Berlin–Leipzig                                                         | Leipzig                                                                     | Thekla ↔ Wölkau | Bad Düben (↔ ST: Bad Schmiedeberg ↔ Wittenberg ↔ BB: Jüterbog ↔ Zossen ↔ BE: Berlin)                                      | 229 km                                                                        |                |                  | —        | Lagekarte unter https://cycling.waymarkedtrails.org/#route?type=relation&id=13320 aufrufen · :Positionskarte der Radroute Berlin–Leipzig in Sachsen.svg                                       | |
|      | Döllnitztal-Radroute                                                            | Wermsdorf, Horstsee                                                         | Mahlis ↔ Wadewitz ↔ Glossen ↔ Nebitzschen ↔ Mügeln ↔ Wetitz ↔ Leuben ↔ Thalheim | Oschatz | 24 km                                                                         |                |                  | —        | Lagekarte unter https://cycling.waymarkedtrails.org/#route?type=relation&id=5230450 aufrufen · :Transparent.png                                                                               | verknüpft - Mulde–Elbe-Radroute - Riesa–Oschatz-Radroute Zusätzliche 7 km auf einer Nebenroute zum Collm |
|      | Würschnitztal-Radroute                                                          | Neuwiese                                                                    | Neuwürschnitz ↔ Niederwürschnitz ↔ Jahnsdorf | Chemnitz | 18 km                                                                         |                |                  | —        | Lagekarte unter https://cycling.waymarkedtrails.org/#route?type=relation&id=1566572 aufrufen · :Transparent.png                                                                               | verknüpft - Radroute Mulde–Lichtenstein–Glauchau - Radroute Chemnitz–Karlsbad |
|      | Pleiße-Radweg                                                                   | Leipzig                                                                     | Markkleeberg ↔ Böhlen ↔ Regis-Breitingen ↔ (TH: Haselbach ↔ Talsperre Windischleuba ↔ Windischleuba ↔ Münsa ↔ Saara ↔ Gößnitz ↔ Gosel) ↔ Frankenhausen ↔ Crimmitschau ↔ Werdau ↔ Steinpleis ↔ Lichtentanne | Ebersbrunn | 64,3 km (SN) 36,7 km (TH) 101 km (D)                                          |                |                  | —        | Lagekarte unter https://cycling.waymarkedtrails.org/#route?type=relation&id=23502 aufrufen · :Positionskarte der Radroute an der Pleiße in Sachsen.svg                                        | |
|      | Göltzschtalradweg                                                               | Mylau                                                                       | Lengenfeld ↔ Auerbach ↔ Falkenstein | Klingenthal | 54 km                                                                         |                |                  | —        | Lagekarte unter https://cycling.waymarkedtrails.org/#route?type=relation&id=403317 aufrufen · :Transparent.png                                                                                | |
|      | Radroute Falkenstein–Oelsnitz                                                   | Falkenstein                                                                 | Talsperre Pirk ↔ Untermarxgrün ↔ Altmannsgrün ↔ Lottengrün ↔ Steinigt | Oelsnitz | 25 km                                                                         | (vollständig)  |                  | —        | Lagekarte unter https://cycling.waymarkedtrails.org/#route?type=relation&id=1597804 aufrufen · :Transparent.png                                                                               | verknüpft - Elsterradweg - Euregio Egrensis - Quer durchs Vogtland - Göltzschtalradweg |
|      | Preßnitztalradweg                                                               | Jöhstadt                                                                    | Schmalzgrube ↔ Steinbach ↔ Niederschmiedeberg ↔ Streckewalde | Wolkenstein | 24 km                                                                         | (großenteils)  |                  | —        | Lagekarte unter https://cycling.waymarkedtrails.org/#route?type=relation&id=4681413 aufrufen · :Transparent.png                                                                               | verknüpft - Zschopautal-Radroute - Sächsische Mittelgebirgsroute - Radroute an der Silberstraße |
|      | Müglitztalradweg                                                                | Altenberg                                                                   | Müglitztal | Dohna | 42 km                                                                         |                |                  | —        | | |
|      | Schwarze-Elster-Radweg                                                          | Elstra, Kindisch                                                            | Kamenz ↔ Westlausitzer Hügel- und Bergland ↔ Wittichenau ↔ Oberlausitzer Heide- und Teichgebiet ↔ Hoyerswerda ↔ Lausitzer Seenland | Geierswalde (↔ BB: Senftenberg ↔ Plessa ↔ Elsterwerda ↔ Niederlausitzer Heidelandschaft ↔ Herzberg ↔ ST: Jessen ↔ Elster) | 50 km (SN) 140 km (D)                                                         |                |                  | —        | Lagekarte unter https://cycling.waymarkedtrails.org/#route?type=relation&id=33643 aufrufen · :Positionskarte der Radroute an der Schwarzen Elster in Sachsen.svg                              | verknüpft - Elberadweg (D10) - Froschradweg - Krabatradweg - Niederlausitzer Bergbautour - Seenlandroute - Tour Brandenburg |
|      | Talsperrentour                                                                  | Marienberg, Lauta                                                           | Lengefeld ↔ Großhartmannsdorf ↔ Weigmannsdorf | Lichtenberg | 43 km                                                                         |                |                  | —        | | verknüpft - Radroute an der Silberstraße - Flöhatalradweg - Radroute an der Freiberger Mulde in OSM nicht vorhanden |
|      | Wyhratal-Radroute                                                               | Neukieritzsch                                                               | Borna ↔ Wyhra ↔ Frohburg ↔ Kohren-Sahlis | Altmörbitz | 32 km                                                                         | (teilweise)    |                  | —        | Lagekarte unter http://www.openstreetmap.org/relation/1698962 aufrufen · :Positionskarte der Radroute an der Wyhra in Sachsen.svg                                                             | Markierung vor Ort unvollständig |
|      | Floezradweg                                                                     | Zwickau                                                                     | Reinsdorf ↔ Härtensdorf ↔ Oelsnitz | Lugau | 21 km                                                                         |                |                  | —        | Lagekarte unter https://cycling.waymarkedtrails.org/#route?type=relation&id=9532598 aufrufen · :Transparent.png                                                                               | |
|      | Elster–Saale-Kanal-Route                                                        | Leipzig                                                                     | Burghausen | Dölzig | 15 km                                                                         |                |                  | —        | | in OSM nicht vorhanden |
|      | Radroute Berlin–Dresden                                                         | Dresden                                                                     | Volkersdorf ↔ Radeburg ↔ Großteich Zschorna ↔ Thiendorf ↔ Ponickau | Kraußnitz (↔ BB: Ortrand ↔ BE: Berlin)                                                                                    | 44 km (SN) 252 km (D)                                                         |                |                  | —        | :Positionskarte der Radroute Berlin–Dresden in Sachsen.svg | in OSM nicht vorhanden |
|      |                                                                                 |                                                                             | | |                                                                               |                |                  |          | | |
|      | Äußerer Grüner Ring                                                             | Schkeuditz                                                                  | Markranstädt ↔ Zwenkau ↔ Böhlen ↔ Rötha ↔ Espenhain ↔ Dreiskau-Muckern ↔ Störmthal ↔ Großpösna ↔ Naunhof ↔ Taucha ↔ Leipzig ↔ Rackwitz ↔ Leipzig | Schkeuditz | 165 km                                                                        |                |                  | ♺        | Lagekarte unter https://cycling.waymarkedtrails.org/#route?type=relation&id=13318 aufrufen · :Transparent.png                                                                                 | familiengeeignet |
|      | Innerer Grüner Ring                                                             | Liebertwolkwitz                                                             | Holzhausen ↔ Engelsdorf ↔ Thekla ↔ Wiederitzsch ↔ Wahren ↔ Miltitz ↔ Lausen ↔ Markkleeberg ↔ Wachau | Liebertwolkwitz | 65 km                                                                         |                |                  | ♺        | Lagekarte unter https://cycling.waymarkedtrails.org/#route?type=relation&id=13319 aufrufen · :Transparent.png                                                                                 | familiengeeignet |
|      | Muldentalbahn-Radroute                                                          | Wurzen                                                                      | Neichen ↔ Nerchau ↔ Grimma | Großbothen | 26 km                                                                         | (vollständig)  | ★                | —        | Lagekarte unter https://cycling.waymarkedtrails.org/#route?type=relation&id=334221 aufrufen · :Positionskarte der Radroute auf der Muldetalbahntrasse Großbothen–Grimma–Wurzen in Sachsen.svg | familiengeeignet verknüpft - Mulderadweg an der Vereinten Mulde - Parthe–Mulde-Radroute - Mulde–Elbe-Radroute |
|      | Rundweg Dahlener Heide                                                          | Dahlener Heide                                                              | Taura ↔ Lausa ↔ Reudnitz ↔ Schmannewitz ↔ Ochsensaal ↔ Schildau ↔ Taura | Dahlener Heide | 38 km                                                                         |                |                  | ♺        | Lagekarte unter https://cycling.waymarkedtrails.org/#route?type=relation&id=334973 aufrufen · :Transparent.png                                                                                | verknüpft - Elberadweg (D10) - Leipzig-Elbe-Radroute - Dahlener-Heide-Radroute |
|      | Heidebogen-Rundweg                                                              | Königsbrücker Heide                                                         | Königsbrück ↔ Gräfenhain ↔ Reichenbach ↔ Gersdorf ↔ Hennersdorf ↔ Schwosdorf ↔ Gottschdorf ↔ Schwepnitz ↔ Grüngräbchen ↔ Cosel ↔ Zeisholz ↔ (BB: Kroppen ↔ Ortrand) ↔ Kraußnitz ↔ Thiendorf ↔ Schönfeld ↔ Cunnersdorf ↔ Kalkreuth ↔ Göhra ↔ Talsperre Nauleis ↔ Naunhof ↔ Ebersbach ↔ Rödern ↔ Großteich Zschorna ↔ Dobra ↔ Würschnitz ↔ Laußnitzer Heide ↔ Laußnitz                                                                                         | Königsbrücker Heide | 122 km (SN) 6 km (BB) 128 km (D)                                              |                |                  | ♺        | Lagekarte unter https://cycling.waymarkedtrails.org/#route?type=relation&id=255658 aufrufen · :Transparent.png                                                                                | gleicht - Königsbrücker-Heide-Radroute für Cosel–Kroppen verknüpft - Froschradweg - Röderradroute - Sächsische Städteroute |
|      | Rundweg Sorbische Impressionen                                                  | Wartha                                                                      | Lömischau ↔ Guttau ↔ Malschwitz ↔ Belgern ↔ Weißenberg ↔ Cortnitz ↔ Dubrauke ↔ Kleinsaubernitz | Wartha | 43 km                                                                         |                |                  | ♺        | Lagekarte unter https://cycling.waymarkedtrails.org/#route?type=relation&id=3083880 aufrufen · :Positionskarte der Radroute Sorbische Impressionen (Rundweg Oberlausitz) in Sachsen.svg       | gleicht - Sorbische-Impressionen-Radroute für Malschwitz–Wartha verknüpft - Froschradweg - Spreeradweg |
|      | Kohren-Rochlitzer Land                                                          | Rochlitz                                                                    | Königsfeld ↔ Geithain ↔ Syhra ↔ Terpitz ↔ Kohren-Sahlis ↔ Rüdigsdorf ↔ Wüstenhain ↔ Burg Gnandstein ↔ Wenigossa ↔ Narsdorf ↔ Dölitzsch ↔ Wechselburg ↔ Fischheim ↔ Steudten ↔ Zaßnitz | Rochlitz | 54 km                                                                         |                |                  | ♺        | | in OSM nicht vorhanden |
|      | Ketzerbachtal-Radweg                                                            | Nossen                                                                      | Radewitz ↔ Saultitz ↔ Oberstößwitz ↔ Pinnewitz ↔ Ketzerbachtal ↔ Ziegenhain ↔ Graupzig ↔ Eulitz ↔ Leuben | Zehren | 18 km                                                                         |                |                  | —        | Lagekarte unter https://cycling.waymarkedtrails.org/#route?type=relation&id=3163003 aufrufen · :Transparent.png                                                                               | verknüpft - Döbeln–Elbe-Radroute - Radroute an der Freiberger Mulde |
|      | Meißner 8                                                                       | Meißen                                                                      | Lommatzscher Pflege ↔ Landkreis Meißen | Meißen | 70 km                                                                         |                |                  | ♺        | Lagekarte unter https://cycling.waymarkedtrails.org/#route?type=relation&id=223230 aufrufen · :Transparent.png                                                                                | verknüpft - Elberadweg (D10) - Döbeln–Elbe-Radroute - Radroute Meißen–Osterzgebirge |
|      | Zille-Radweg                                                                    | Radeburg                                                                    | Bärwalde ↔ Neuer Anbau ↔ Coswig ↔ Kötzschenbroda ↔ Radebeul ↔ Friedewald ↔ Reichenberg ↔ Volkersdorf ↔ Bärnsdorf ↔ Berbisdorf | Radeburg | 54 km                                                                         |                |                  | ♺        | Lagekarte unter https://cycling.waymarkedtrails.org/#route?type=relation&id=21809 aufrufen · :Transparent.png                                                                                 | verknüpft - Elberadweg (D10) - Röderradroute - Sächsische Städteroute - Saubachtal-Salzstraße-Radroute |
|      | Radweg Schönfelder Hochland                                                     | Weißig                                                                      | Schönfeld ↔ Schullwitz ↔ Wünschendorf ↔ Porschendorf | Dürrröhrsdorf | 18 km                                                                         | (vollständig)  |                  | —        | Lagekarte unter https://cycling.waymarkedtrails.org/#route?type=relation&id=110181 aufrufen · :Transparent.png                                                                                | verknüpft - Pillnitz–Städteroute - Dresden–Bastei-Radroute |
|      | Rund um Wilsdruff                                                               | Wilsdruff                                                                   | Helbigsdorf ↔ Mohorn ↔ Saubachquelle ↔ Pohrsdorf ↔ Grumbach ↔ Braunsdorf ↔ Kleinopitz ↔ Oberhermsdorf ↔ Kesselsdorf ↔ Kaufbach | Wilsdruff | 34 km                                                                         | (teilweise)    |                  | ♺        | Lagekarte unter https://cycling.waymarkedtrails.org/#route?type=relation&id=1766544 aufrufen · :Positionskarte der Radroute Rund um Wilsdruff in Sachsen.svg                                  | kombiniert - Mittellandroute (D4) bzw. Radroute an der Silberstraße für Mohorn–Saubachquelle - Radroute Meißen–Osterzgebirge für Mohorn–Wilsdruff |
|      | Thumer Netz: Wilischthal–Herold                                                 | Wilischthal, Papierfabrik                                                   | Gelenau ↔ Spinnerei | Herold | 10 km                                                                         | (vollständig)  |                  | —        | Lagekarte unter https://cycling.waymarkedtrails.org/#route?type=relation&id=3152879 aufrufen · :Transparent.png                                                                               | |
|      | Quer durchs Vogtland, Vogtländische Radacht                                     | Talsperre Pöhl                                                              | Jocketa ↔ Fröbersgrün ↔ Mehltheuer ↔ Pausa-Mühltroff ↔ Leubnitz ↔ Kürbitz ↔ Weischlitz ↔ Pirk ↔ Gutenfürst ↔ Posseck ↔ Talsperre Dröda ↔ Obertriebel ↔ Oberwürschnitz ↔ Marieney ↔ Leubetha ↔ Gunzen ↔ Schöneck ↔ Arnoldsgrün ↔ (coda: Raasdorf ↔ Oelsnitz ↔ Sorga ↔ Thoßfell ↔ Talsperre Pöhl) ↔ Reichenbach ↔ Irfersgrün ↔ Wernesgrün ↔ Rodewisch ↔ Bad Reiboldsgrün ↔ Morgenröthe-Rautenkranz ↔ Hammerbrücke ↔ Talsperre Werda ↔ Lottengrün ↔ (Wdh. coda) | Talsperre Pöhl | 250 km                                                                        |                |                  | ♺ ♺ ♺    | Lagekarte unter https://cycling.waymarkedtrails.org/#route?type=relation&id=1596164 aufrufen · :Transparent.png                                                                               | kombiniert - Elsterradweg für Kürbitz–Pirk - Iron Curtain Trail (EV13) für Gutenfürst–Posseck - Euregio Egrensis für Schöneck–Oelsnitz–Reichenbach verknüpft - Mulderadweg an der Zwicker Mulde - Radroute Falkenstein–Oelsnitz - Göltzschtalradweg - Pleiße-Radweg |
|      | Zwillingsradweg                                                                 | Görlitz                                                                     | Zittau ↔ Zittauer Gebirge ↔ Eibau ↔ Bautzen ↔ Uhyst ↔ Bad Muskau | Görlitz | 271 km                                                                        |                |                  | ♺        | | verknüpft - Oder-Neiße-Radweg - Mittellandtroute - Spreeradweg - Froschradweg |